# Brussels Cycling Classic 2024
La Brussels Cycling Classic 2024, centoquattresima edizione della corsa e valevole come ventisettesima prova dell'UCI ProSeries 2024 categoria 1.Pro, si svolse il 2 giugno 2024 su un percorso di 190,6 km, con partenza e arrivo a Bruxelles, in Belgio. La vittoria fu appannaggio del norvegese Jonas Abrahamsen, il quale completò il percorso in 4h53'23", alla media di 44,665 km/h, precedendo l'eritreo Biniam Girmay e l'australiano Kaden Groves.
Sul traguardo di Bruxelles 114 ciclisti, dei 139 partiti dalla medesima località, portarono a termine la manifestazione.

## Squadre e corridori partecipanti
| N.      | Cod. | Squadra                   |
| ------- | ---- | ------------------------- |
| 1-7     | ARK  | Arkéa-B&B Hotels          |
| 11-17   | ADC  | Alpecin-Deceuninck        |
| 21-26   | BOH  | Bora-Hansgrohe            |
| 31-37   | COF  | Cofidis                   |
| 41-47   | GFC  | Groupama-FDJ              |
| 51-57   | IWA  | Intermarché-Wanty         |
| 61-67   | SOQ  | Soudal Quick-Step         |
| 71-77   | DFP  | Team DSM-Firmenich PostNL |
| 81-86   | UAD  | UAE Team Emirates         |
| 91-97   | BWB  | Bingoal WB                |
| 101-107 | CJR  | Caja Rural-Seguros RGA    |

| N.      | Cod. | Squadra                       |
| ------- | ---- | ----------------------------- |
| 111-117 | EKP  | Equipo Kern Pharma            |
| 121-127 | IPT  | Israel-Premier Tech           |
| 131-137 | LTD  | Lotto Dstny                   |
| 141-147 | Q36  | Q36.5 Pro Cycling Team        |
| 151-156 | TDT  | TDT-Unibet Cycling Team       |
| 161-167 | TFB  | Team Flanders-Baloise         |
| 171-177 | TNN  | Team Novo Nordisk             |
| 181-186 | TEN  | TotalEnergies                 |
| 191-197 | UXM  | Uno-X Mobility                |
| 201-207 | VBF  | VF Group-Bardiani CSF-Faizanè |

## Ordine d'arrivo (Top 10)
| Pos. | Corridore           | Squadra     | Tempo    |
| ---- | ------------------- | ----------- | -------- |
| 1    | Jonas Abrahamsen    | Uno-X       | 4h53'23" |
| 2    | Biniam Girmay       | Intermarché | a 4"     |
| 3    | Kaden Groves        | Alpecin     | s.t.     |
| 4    | Pascal Ackermann    | Israel      | s.t.     |
| 5    | Matteo Moschetti    | Q36.5       | s.t.     |
| 6    | J. Sebastián Molano | UAE         | s.t.     |
| 7    | Filippo Fiorelli    | VF Group    | s.t.     |
| 8    | Lionel Taminiaux    | Lotto       | s.t.     |
| 9    | Milan Fretin        | Cofidis     | s.t.     |
| 10   | Francisco Galván    | Kern        | s.t.     |